# گروه کودلسکی
گروه کودلسکی (انگلیسی: Kudelski Group) شرکت فناوری سوئیسی است، که در زمینه ارائه خدمات تلویزیون دیجیتال و امنیت رایانه فعالیت می‌کند.